# Сіроїсі (Міяґі)

38°0′8″ пн. ш. 140°37′11″ сх. д. / 38.00222° пн. ш. 140.61972° сх. д.
Сірої́сі (яп. 白石市, しろいしし, МФА: [ɕiɾo.iɕi̥ ɕi]) — місто в Японії, в префектурі Міяґі.

## Короткі відомості
Розташоване на півдні префектури. Виникло на базі призамкового містечка роду Катакура, старійшин Сендай-хану. Центр виготовлення високоякісного японського паперу. Станом на 1 жовтня 2008 площа міста становила 286,47 км². Станом на 1 січня 2009 населення міста становило 38 249 осіб.